# DIGIMON SONG BEST OF KOJI WADA
Digimon Adventure Fes. 2016 Venue-Exclusive CD: DIGIMON SONG BEST OF KOJI WADA, còn được gọi tắt là DIGIMON SONG BEST OF KOJI WADA, là album cuối cùng của Wada Kouji. Nó được thu âm bởi DREAMUSIC Inc. và được phát hành vào ngày 31 tháng 7 năm 2016 tại Nhật Bản.

## Danh sách bài hát
| STT              | Nhan đề                                                       | Phổ lời          | Phổ nhạc         | Hòa âm           | Thời lượng |
| ---------------- | ------------------------------------------------------------- | ---------------- | ---------------- | ---------------- | ---------- |
| 1.               | "Butter-Fly"                                                  | Chiwata Hidenori | Chiwata Hidenori | Watanabe Cheru   |            |
| 2.               | "The Biggest Dreamer"                                         | Yamada Hiroshi   | Oota Michihiko   | Oota Michihiko   |            |
| 3.               | "Target ~Akai Shougeki~" (ターゲット〜赤い衝撃〜)             | Matsuki Yuu      | Oota Michihiko   | Oota Michihiko   |            |
| 4.               | "Hirari" (ヒラリ)                                             | Wada Kouji       | POM              | SPM@             |            |
| 5.               | "FIRE!!"                                                      | Yamada Hiroshi   | Oota Michihiko   | Oota Michihiko   |            |
| 6.               | "An Endless tale"                                             | Yamada Hiroshi   | Oota Michihiko   | Oota Michihiko   |            |
| 7.               | "Butter-Fly (Gekijou Size #1)" (Butter-Fly (劇場サイズ#1))    | Chiwata Hidenori | Chiwata Hidenori | Watanabe Cheru   |            |
| 8.               | "With The Will"                                               | Oomori Sachiko   | Watanabe Cheru   | Watanabe Cheru   |            |
| 9.               | "Innocent ~Mujaki na Mama de~" (イノセント〜無邪気なままで〜) | Matsuki Yuu      | Chiwata Hidenori | Watanave Cheru   |            |
| 10.              | "Seven ~tri. Version~"                                        | Koyama Kouhei    | Koyama Kouhei    | Watanabe Cheru   |            |
| 11.              | "Butter-Fly ~tri. Version~"                                   | Chiwata Hidenori | Chiwata Hidenori | Watanabe Cheru   |            |
| Tổng thời lượng: | Tổng thời lượng:                                              | Tổng thời lượng: | Tổng thời lượng: | Tổng thời lượng: | 41:56      |

Wada Kouji song ca chung với Maeda Ai (AiM) trình bày bài hát An Endless tale.